# Statsraad Lehmkuhl (schip, 1914)

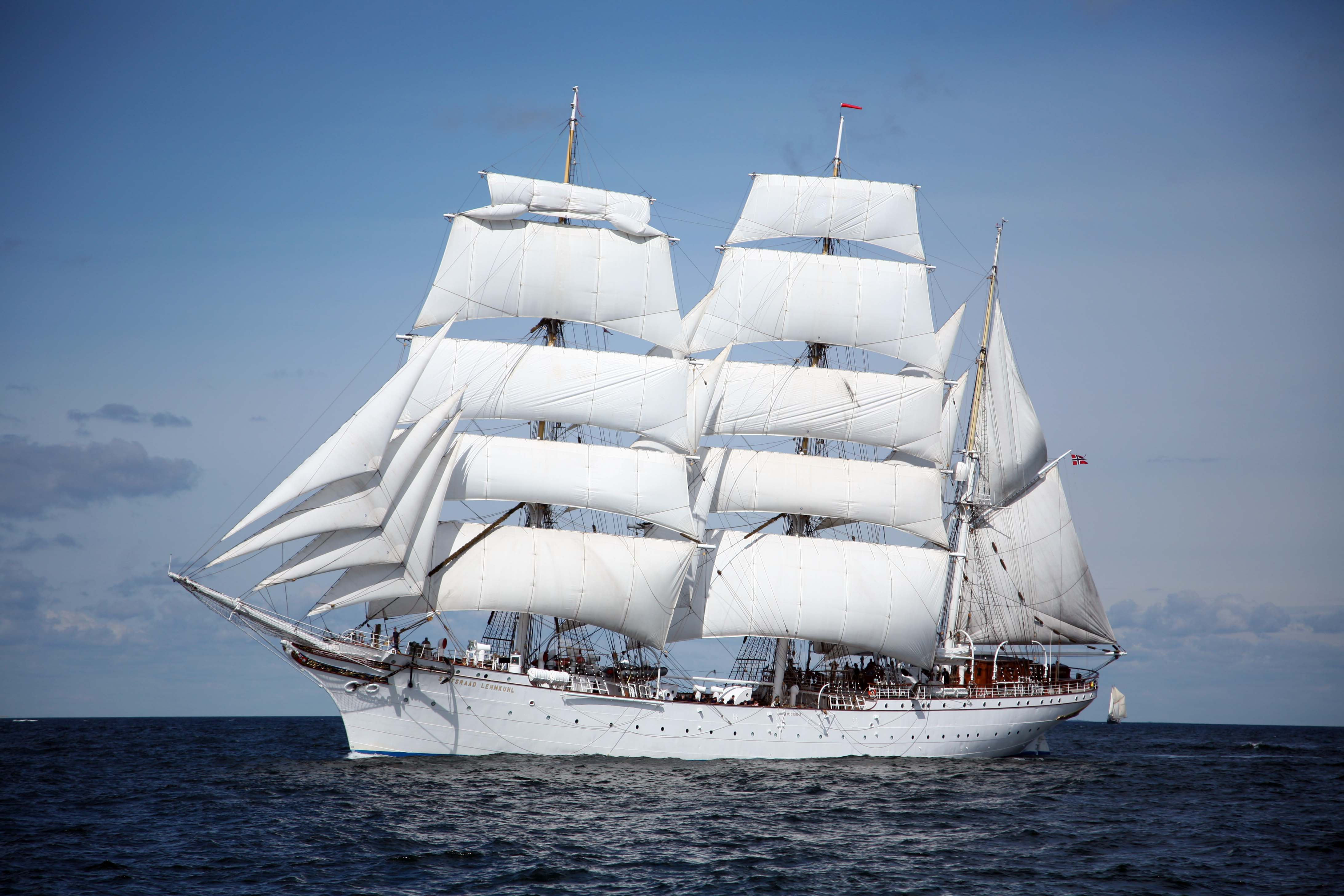
De Statsraad Lehmkuhl tijdens de Tall Ships' Races van 2007

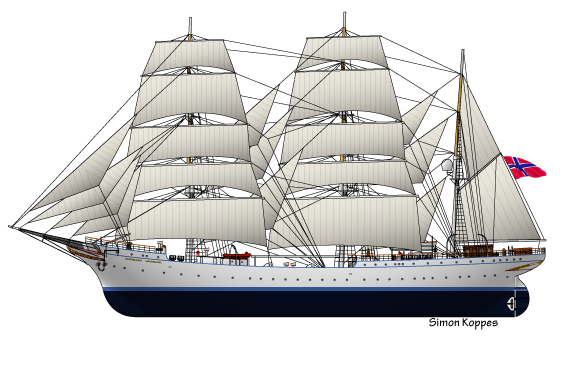
Lijntekening van de Statsraad Lehmkuhl

De Statsraad Lehmkuhl is een Noors zeilschip uit 1914. Thuishaven van de driemaster is de Noorse stad Bergen. De witte bark wordt gebruikt als schoolschip door onder meer de Noorse marine.

## Geschiedenis
Het van oorsprong Duitse schip werd gebouwd door de rederij Johann C. Tecklenborg in Bremerhaven in 1914 en werd Grossherzog Friedrich August gedoopt, naar groothertog Frederik August van Oldenburg. Het diende oorspronkelijk als schoolschip voor de Duitse keizerlijke marine. Na de Eerste Wereldoorlog werd het schip in 1919 buitgemaakt door de Britten en in 1921 verkocht aan Kristofer Lehmkuhl (1855-1949), minister (statsråd) van werkgelegenheid in de Noorse regering. Het schip werd ook vernoemd naar Lehmkuhl.
In de Tweede Wereldoorlog kreeg het schip na de Duitse bezetting van Noorwegen in 1940 nogmaals een Duitstalige naam: de Westwärts. Na de oorlog, in 1945, kreeg het schip weer de naam Statsraad Lehmkuhl.
In 1967 leek het erop dat het schip naar het buitenland verkocht zou worden, maar de Noorse reder Hilmar Reksten werd eigenaar van de bark en schonk hem in 1978 aan een stichting, Stiftelsen Seilskipet Statsraad Lehmkuhl, die de driemaster beheert.
Het schip doet regelmatig mee aan Tall Ships' Races. Het behaalde de eerste plaats in de races van 1960, 1993, 1997, 2007 en 2018. In de Tall Ships' Races van 2008 won het schip de Boston Teapot Trophy voor het snelste schoolschip ter wereld en in 2018 de prijs voor meest internationale bemanning. De Statsraad Lehmkuhl nam ook deel aan Sail Amsterdam in 2005 en 2015 en aan DelfSail in 2009 en 2016.
In augustus 2021 begon het schip aan een reis van 55.000 zeemijl langs 36 havens wereldwijd. Op 5 november 2021 werd de haven van Willemstad aangedaan, waarbij de kapitein en een deel van de bemanning werden ontvangen door de gouverneur van Curaçao.

## Beschrijving
De scheepsromp van de Statsraad Lehmkuhl heeft een lengte van 84,6 meter. De totale lengte, inclusief boegspriet, bedraagt 98 meter. De maximale breedte is 12,6 meter. De masthoogte is 48 meter. De 22 zeilen hebben een totale oppervlakte van 2.026 m². Maximale snelheid is 11 knoop met motor en 17 knoop met zeil. Het schip heeft een vaste bemanning van 17. Er kunnen maximaal 150 leerlingzeilers mee. Het maximale aantal passagiers bedraagt 350.

### Technische gegevens
- tonnage: 1.701 bruto
- waterverplaatsing: 1.516 ton
- lengte: 98 m over alles
- breedte: 12,6 m
- diepgang: 5,2 m
- masthoogte boven water: 48 m
- zeiloppervlak: 2,026 m²
- MMSI: 258113000
- IMO: 5339248
- Call sign: LDRG